# Nappe captive

Nappe libre et nappe captive contenues dans un aquifère.

Une nappe captive est une nappe qui est surmontée par une formation peu perméable où la surface aquifère est très poreuse et dont la charge hydraulique (surface piézométrique) de l'eau qu'elle contient est supérieure au toit de la nappe. Elle est sous pression. 
Lorsque la charge hydraulique est supérieure à la cote du sol, l'eau remonte jusqu'à la surface en cas de forage, on parle de puits artésien (et de nappe artésienne). Lorsqu'on exploite ce type de nappe, on baisse peu à peu la charge hydraulique et on peut perdre cet artésianisme.
Ces nappes sont difficilement rechargées car leur bassin d'alimentation en surface est limité. Elles représentent une ressource en eau particulière, moins importante à long terme que les nappes phréatiques, mais souvent mieux protégée des pollutions. Pour les pratiquants du secteur des forages, il est dont important de relever que le succès d'un forage ne réside pas sur la remontée de la nappe mais de la faculté de recharge de celle-ci. C'est à cet effet qu'il est primordial de vérifier l'extension latérale des structures aquifères par les méthodes Géophysiques surtout en zone de socle.